# TRT 3
TRT 3 è un'emittente televisiva nazionale turca. È stata lanciata dalla TRT nel 1989 con il nome 3. Kanal. 
Il palinsesto di TRT 3 è composto da film, attualità e sport.

## Principali programmi
- Almalab
- Out of This World
- Colombo
- Mai dire sì
- TFF 1. Lig
- La casa nella prateria
- M*A*S*H
- Matlock
- In famiglia e con gli amici
- Vita da strega
- Una famiglia americana
- Bonanza
- Poirot
- Night Court
- Automan
- Loving
- Manimal
- Cuori senza età